# Михаил Берлиоз
Михаил Александрович Берлиоз е герой на Михаил Булгаков от романа „Майстора и Маргарита“.
 Внимание:  Текстът по-долу разкрива сюжета на произведението (или части от него)!
Неговата роля в повествованието е кратка, само в първата и третата глава като пълноценен герой, сбед като оспорва съществуването на Сатаната в образа на Воланд. В резултат на това в тайнствената реплика: „Анушка вече е разляла олиото“ се крие предсказание за сгазването му от трамвай, което и се сбъдва непосредствено след това. В добавка към това се появява на няколко пъти, вече като безжизнен труп и за малко в главата с бала на Воланд, този път само като глава, която не може да говори. Берлиоз не вярва в бог и е богато ерудиран. Заради невярването си в задгробния живот, главата му е превърната в чаша, от която пие Воланд на своя бал.